# Super Rub 'a' Dub
 (octobre 2018).
Si vous disposez d'ouvrages ou d'articles de référence ou si vous connaissez des sites web de qualité traitant du thème abordé ici, merci de compléter l'article en donnant les références utiles à sa vérifiabilité et en les liant à la section « Notes et références ».
Super Rub 'a' Dub est un jeu vidéo d'action-réflexion développé par Sumo Digital et sorti en avril 2007 sur PlayStation 3. Le jeu est uniquement disponible en téléchargement sur le PlayStation Network.

## Système de jeu
Super Rub 'a' Dub est un jeu d'adresse constitué de mini-jeux, dans la veine de Super Monkey Ball. Le joueur déplace un canard en plastique dans un bassin positionné au milieu du vide. Le but du jeu est de récupérer le maximum de canetons disséminés dans le niveau afin de les ramener jusqu'au point de sortie, matérialisé par un drain. Les niveaux présentent des caractéristiques propres (labyrinthe, double bassin, courant, etc.) avec des obstacles et des pièges qui parsèment le parcours : requins, risque de chute…
La jouabilité du titre tire parti du capteur de mouvement de la manette Sixaxis. Pour déplacer le canard, il faut incliner le bassin en bougeant le contrôleur. Afin de réaliser des sauts ou de retourner les requins, il est possible de faire sursauter le plateau en secouant verticalement la manette. C'est avec flOw, également disponible en téléchargement, l'un des premiers jeux PlayStation 3 dont le gameplay ait été entièrement conçu pour ce dispositif.

### Niveaux
Le jeu contient 3 niveaux de difficulté contenant chacun 20 plateaux à débloquer en gagnant au minimum une médaille de bronze, ce qui permet de passer au plateau suivant et ainsi de suite.

### Médailles
Chaque plateau doit être terminé en un temps prédéfini afin de débloquer les médailles de bronze, d'argent ou d'or, une fois le plateau terminé, on peut connaître le temps effectué. Chaque caneton perdu rajoute 1 seconde au temps total auquel est soustrait une demi seconde par caneton récupéré en série. Par exemple, si le joueur récupère 20 canetons sans briser la chaîne (ne pas en faire tomber hors du plateau, ne pas les emmener vers la sortie de suite, ne pas se faire percuter par un requin...), il est déduit 10 secondes du temps total effectué, ce qui permet, en récupérant tous les canetons du plateau en une seule fois, d'effectuer des temps record. Les médailles gagnées permettent enfin de débloquer les canards de bronze, d'or ou d'argent, il suffit pour cela de terminer les 60 plateaux du jeu avec chaque médaille.

### Online
Le temps effectué par le joueur pour terminer le plateau est enregistré en ligne afin de comparer son temps avec celui d'autres joueurs au monde ou de comparer les temps du joueur avec ses "amis" présents dans sa liste d'amis. Le joueur peut également visionner le replay des quelques meilleurs joueurs mondiaux (afin de voir comment améliorer son propre temps par exemple).

## Développement
Super Rub 'a' Dub prend son origine dans une démonstration technique de la PlayStation 3 réalisée par Sony America et présentée lors de l'E3 2005. Cette vidéo temps réel, censée illustrer la puissance de la console, figurait une baignoire dans laquelle tombait des dizaines puis des centaines de canards en plastique, au point qu'elle soit rapidement trop petite pour tous les contenir.